# Fère-Champenoise
Fère-Champenoise je francouzská obec v departementu Marne v regionu Grand Est. Žije zde přibližně 2 200 obyvatel.

## Geografie

### Sousední obce
| Růžice kompasu | Bannes    | Val-des-Marais Écury-le-Repos | Clamanges Soudron    | Růžice kompasu |
| Růžice kompasu | Connantre | Sever                         | Lenharrée            | Růžice kompasu |
| Růžice kompasu | Connantre | Fère-Champenoise              | Lenharrée            | Růžice kompasu |
| Růžice kompasu | Connantre | Jih                           | Lenharrée            | Růžice kompasu |
| Růžice kompasu | Corroy    | Euvy                          | Connantray-Vaurefroy | Růžice kompasu |